# 北里弗鎮區 (密蘇里州謝爾比縣)
北里弗鎮區（英語：North River Township）是位於美國密蘇里州謝爾比縣的一個行政鎮區。

## 地方資料
北里弗鎮區的面積為43.37平方千米，皆為陸地。根據2020年美國人口普查的數據，當地共有人口114人，而人口密度為每平方千米2.63人。